# Burda (pohoří)
Burda (maďarsky: Kovácspataki-hegyek) je plošně nejmenší geomorfologický celek na Slovensku, součást subprovincie Matransko-slanská oblast. Starý název pohoří je Kováčovské kopce.

## Poloha
Pohoří Burda se nachází na jihozápadním Slovensku, na hranicích s Maďarskem. Na západě hraničí s Podunajskou pahorkatinou (podsestava Ipeľská pahorkatina). Jižní hranici tvoří koryto Dunaje, který se prořezává přes Vyšehradskú bránu a odděluje Burdu od maďarského pohoří Pilis. Východní hranici tvoří koryto řeky Ipeľ, který odděluje Burdu od maďarského pohoří Börzsöny. Severozápadní část pohoří ohraničuje Bajtavská brána, která dělí Burdu od Zalabského chrbátu (podsestava Ipeľské pahorkatiny). Maximální délka pohoří je 7,5 kilometrů, maximální šířka jen 3,5 kilometry. Nejvyšším vrcholem pohoří je Burdov (387,7 m n. m.). V centrální části dosahuje pohoří výšky 180 až 310 m.

## Geologické poměry
Burda je sopečné pohoří, řazené mezi neovulkanity. K vulkanické činnosti docházelo ve vodním prostředí, přičemž centra aktivity se nacházela v sousedních pohořích Börzsöny a Pilis. Geologické podloží je tvořeno andezitovými pyroklasty (vulkanické brekcie, slepence a pískovce) ze skupiny neogenních až kvartérních vulkanitů, místy je překryto spraší. Na území vystupují na povrch tři výraznější Extruzivní dómy (lávové kopy). Jihovýchodní část, u soutoku Dunaje s Ipeľem, je tvořena jílovcem, písky, pískovci, štěrkem a slepenci z období spodního miocénu.

## Georeliéf
Pohoří Burda je středohorský krajinný celek. Vyznačuje se plošinatými vrchy rozrytými dolinami (nejdále do nitra pohoří zasahuje Velká dolina). Výsledkem mrazového zvětrávání v kvartéru jsou strmé skalní stěny (zejména na jižních svazích pohoří), kuželovité formy a rozsedliny, na úpatí nichž se nahromadila kamenná moře a jiné sutinové polohy zvětralin. Na okrajích pohoří se nacházejí krátké výmolové doliny a rokle vyerodované periodickými vodními toky.

## Klima
Území patří do teplé klimatické oblasti (A), do suché podoblasti (záporný index zavlažení, méně než −20) a do teplého, suchého okrsku A1 s mírnou zimou a s delším slunečním svitem. Počet letních dnů je více než 50 ročně, průměrný roční úhrn srážek se pohybuje v rozmezí 550–600 milimetrů. Průměrná teplota vzduch v lednu dosahuje −4 až −3 °C v centrální části, zatímco po obvodu pohoří je to −3, −2 °C. Průměrná teplota vzduchu v červenci je 19–20 °C v centrální části a 20–21 °C po obvodu pohoří.

## Vodstvo
Z hydrografického hlediska je oblast významná odstředivostí vodních toků, síť vodních toků je kvůli propustnosti horninového podloží poměrně krátká. Jde o dva krátké přítoky Bajtavského potoka v severozápadní části, krátký vodní tok na jihu v oblasti osady Kováčov a nejdelší potok Dona (dlouhý přibližně 3,5 kilometru). Ostatní vodní toky jsou pouze periodické. Území je odvodňovány do Hronu, Ipeľu a Dunaje.

## Půdy
Půdy patří převážně k anhydromorfním půdám, z půdních typů jsou to hnědozemě a rendziny, zatímco okrajové polohy sousedící s nivami řek jsou pokryty semihydromorfními fluvizeměmi.

## Rostlinstvo
Z fytogeografického pohledu tvoří Burda spolu s pohořím Börzsöny jeden fytogeografický celek. Je součástí oblasti panonské flóry (Pannonicum), obvodu pramatranské xerotermní flóry (Matricum). Je významnou lokalitou výskytu teplomilných dřevin: dub cer (Quercus cerris), dub pýřitý (Quercus pubescens), jasan zimnář (Fraxinus ornus), javor tatarský (Acer tataricum), žanovec měchýřník (Colutea arborescens), mahalebka obecná (Prunus mahaleb), mandloň nízká (Prunus tenella), brslen bradavičnatý (Euonymus verrucosa), klokoč zpeřený (Staphylea pinnata). Na severních svazích rostou dubohabrové lesy, akátiny a bučiny.
V podrostu lze nalézt například tyto rostliny: oměj jedhoj (Aconitum anthora), mochna rozkladitá (Potentilla patula), orsej jarní (Ficaria verna subsp. bulbifera); na jižních skalnatých svazích rozchodník ostrý (Sedum acre), druhy rodu kavyl (Stipa) (sličný, chlupatý, tenkolistý), koniklec velkokvětý (Pulsatilla grandis), koniklec luční český (Pulsatilla pratensis subsp. bohemica), mák bělokvětý jihomoravský (Papaver maculosum subsp. austromoravicum); na suchých slunečných stráních Euphorbia nicaeensis subsp. glareosa, hadinec italský (Echium italicum). Zcela zde chybí kalcifilní druhy. Burda představuje typ středohorské krajiny s teplomilnou vegetací, na úpatí se subtypem zemědělsko-vinařské krajiny. Z hlediska výškových vegetačních stupňů se zde vyskytuje dubová zóna (její horská podzóna – sopečné oblasti). Jihovýchodní a západní svahy pokrývají vinice.

## Živočišstvo
Fauna pohoří Burda je součástí provincie stepí, panonského úseku. Početně rozšířené jsou zejména teplomilné druhy. Z hmyzu například kobylka sága (Saga pedo), saranče uherská (Acrida ungarica), kudlanka nábožná (Mantis religiosa), cikáda jasanová (Cicada orni) ; z plazů vzácná krátkonožka evropská (Ablepharus kitaibelii), ještěrka zelená (Lacerta viridis), užovka stromová (Zamenis longissimus). Z ptáků zde žijí například výreček malý (Otus scops), výr velký (Bubo bubo), zedníček skalní (Tichodroma muraria). Savce reprezentují Prase divoké (Sus scrofa), srnec obecný (Capreolus capreolus), jelen lesní (Cervus elaphus), muflon (Ovis musimon) a kočka divoká (Felis silvestris).

## Ochrana přírody
Na území pohoří se nacházejí dvě národní přírodní rezervace: Kováčovské kopce-jih a Kováčovské kopce-sever. Kováčovské kopce-juh (dříve Burda) - NPR vyhlášena v roce 1966 na výměře 364,14 ha. Součástí je andezitová pahorkatina s nejbohatší teplomilnou biocenózy na Slovensku. Teplomilné doubravové lesy se střídají s lesostepí a enklávami skalní stepi. Roste zde mnoho vzácných rostlinných druhů panonské flóry, které se vyskytují pouze zde, respektive mají nejsevernější hranici rozšíření (např. proskurník turínský (Althaea taurinensis)). Stejně vzácné je i xerotermní živočišné společenství. Zachovaly se zajímavé skalní stěny, věže, okno. Kováčovské kopce-sever (dříve Lelianský les) je NPR vyhlášena v roce 1966 na ploše 198,74 ha. Chráněna je severní část pohoří. Andezitové podloží je překryto sprašovými nánosy různé mocnosti, na svazích a dnech úžlabin jsou mohutné sprašové nánosy. Představuje důležitý doklad výskytu buku ve skupině lesních typů bukových doubrav v nejnižších polohách Slovenska.

## Turistika
Územím pohoří vedou tři značkované turistické trasy. Červená z obce Kamenica nad Hronom jižními svahy NPR Kováčovské kopce-juh k železniční zastávce Kováčov, nejdelší modrá vede z osady Kováčov, okrajem obce Chľaba, přes Velkou dolinu, pod Královu horu (373,5 m n. m.) a připojuje se k černě značenému chodníku. Žlutá turistická trasa je krátkou spojkou od železniční zastávky Kováčov do rekreační osady Kováčov.

## Obce
Na jihozápadním okraji pohoří leží Kamenica nad Hronom, z níž vede cesta jižním úpatím pohoří a podél Dunaji do obce Chľaba na jihovýchodní straně pohoří. Na severní straně pohoří leží dvě obce: Bajtava a Leľa. Bajtava leží u silnice II / 564 ze Salky do Kamenice nad Hronom a Štúrova. Leľa se nachází na odbočce z této cesty za Bajtavou. Všechny obce jsou součástí okresu Nové Zámky.